# 铁山乡 (洪江市)
铁山乡，是中华人民共和国湖南省怀化市洪江市下辖的一个乡镇级行政单位。

## 行政区划
铁山乡下辖以下地区：
铁山村、凉竹湾村、冷溪村、长滩村、袁家溪村、高原村、大段村、水口山村、小溪村、沈家坡村、高桥村、向家田村和禾梨坪村。